# 伊俄卡斯忒
伊俄卡斯忒（古希腊语：Ἰοκάστη）希腊神话中的一位悲剧性的妇女，忒拜国王萊瑤斯之妻，俄狄浦斯的母亲和妻子。
伊俄卡斯忒是墨诺叩斯的女儿，克瑞翁的姐姐，嫁给忒拜国王拉伊俄斯为妻。有预言说，拉伊俄斯会死于自己的儿子之手；因此他在伊俄卡斯忒生育后将婴儿钉住双脚，命一奴隶将其抛弃在深山中。该奴隶不忍心杀死婴儿，遂将婴儿交给一位牧民；牧民又把婴儿转交给科林斯国王波吕玻斯。波吕玻斯把这个孩子视如己子养育成人，此即俄狄浦斯（Οἰδίπους，意为“双脚肿胀的”，因为他曾被父亲钉住双脚）。后来俄狄浦斯听到预言说他必将杀父娶母，非常害怕，便逃离了科林斯（他不知道波吕玻斯其实只是他的养父）。结果在流浪途中，他无意中杀死了自己的亲生父亲拉伊俄斯，使预言实现了一半。到达忒拜后，俄狄浦斯消灭了危害当地的怪物斯芬克斯，被忒拜人推举为国王；之后他又娶了前国王的寡后，也就是自己的母亲伊俄卡斯忒为妻，使那个预言完全成为事实。伊俄卡斯忒在不知情的情况下与俄狄浦斯结合，并为他生了四个孩子：厄忒俄克勒斯、波吕尼刻斯、安提戈涅和伊斯墨涅；她既是这些孩子的母亲，也是他们的祖母。俄狄浦斯安定地统治了许多年后，忒拜突然发生了饥荒和瘟疫。神谕说，只有找到杀害前国王拉伊俄斯的凶手，灾难才会结束。俄狄浦斯努力追查，结果发现那个凶手就是自己：他不但杀死了父亲，还和母亲乱伦。他在悲痛中刺瞎了双眼，然后自我流放（或被两个儿子流放）。伊俄卡斯忒万念俱灰，于是上吊自杀。
这段故事最详细的细节来自索福克勒斯。根据他的描写，伊俄卡斯忒曾多方宽慰俄狄浦斯，希望他不要轻信先知提瑞西阿斯的话（提瑞西阿斯说俄狄浦斯就是杀父娶母的凶手）。但后来那个受命抛弃俄狄浦斯的奴隶出现，于是真相大白，伊俄卡斯忒在绝望中自缢而死。欧里庇得斯的版本则完全不同，伊俄卡斯忒最初并未自杀，俄狄浦斯也未被流放，而是被他的儿子们监禁。厄忒俄克勒斯和波吕尼刻斯约定轮流统治忒拜，但前者却在执政期满后拒绝履行诺言。波吕尼刻斯愤而联合七位英雄攻打忒拜，并在战争最后阶段与厄忒俄克勒斯单独决斗，结果两人都受致命伤而死。伊俄卡斯忒见到两个儿子双双死去，在悲痛中自杀。
伊俄卡斯忒和俄狄浦斯的悲剧结合是弗洛伊德恋母情结概念的词源（Oedipus Complex，意为“像俄狄浦斯一样的情结”）。

## 资料来源
- 《世界神话辞典》，辽宁人民出版社，ISBN 7-205-00960-X
- 《希腊罗马神话词典》，中国社会科学出版社，统一书号：（精）10190·193